# Эохайд III
Эохайд III Ангбад (Эохайд мак Эхдах; гэльск. Eochaid Angbad, Eochaid mac Echdach; умер в 733) — король гэльского королевства Дал Риада, правил с 727 по 733 год.

## Биография
Эохайд III был сыном короля Дал Риады Эохайда II из клана Кенел Габран. После смерти отца, скончавшегося в 697 году, Эохайду не смог сохранить за собой престол. Однако в 726 году он поднял успешный мятеж против короля Дунгала и его брата Фередаха и смог сам стать королём Дал Риады. В 727 году при Иррос Фохне произошло сражение между Эохайдом III с одной стороны, и Селбахом и его сыновьями, Дунгалом и Фередахом, с другой. Эохайд одержал победу, позволившую ему сохранить за собой престол. Дунгал и Фередах бежали в Ирландию, а Селбах умер в 730 году.
Король пиктов Энгус I в 731 году совершил поход в Дал Риаду. В первой битве войско пиктов было разбито в битве при Муиборге, однако затем сыну Энгуса, Бруде, удалось одержать победу над скоттами, которыми командовал Талорк мак Конгуйс, и обратить их в бегство.
Эохайд III умер в 733 году. После его смерти Дал Риада была раздроблена на три части предводителями враждовавших кланов скоттов: Дунгал мак Селбайг и Муйредах мак Айнбкеллах разделили между собой её британские земли, а Индрехтах мак Фианнамайл утвердился в ирландских владениях королевства.